# Talkin' 2 Myself
Singles de Ayumi Hamasaki
Glitter/Fated
(2007) Together When...
(2007)
Talkin' 2 Myself (écrit en minuscules : talkin' 2 myself) est le 42e single original de Ayumi Hamasaki sorti sous le label Avex Trax, en excluant ré-éditions, remixes, et son tout premier single sorti sous un autre label.

## Présentation
Le single sort le 19 septembre 2007 au Japon sous le label Avex Trax, produit par Max Matsuura, enregistré à Los Angeles. Il ne sort que deux mois après le précédent single de la chanteuse, Glitter/Fated. Il atteint la 1re place du classement de l'Oricon. Il se vend à 70 325 exemplaires la première semaine, et reste classé pendant neuf semaines, pour un total de 108 347 exemplaires vendus durant cette période. Il sort aussi en version "CD+DVD" avec une pochette différente et un DVD supplémentaire contenant  les clips vidéo des deux chansons inédites du disque.
Le single contient deux chansons inédites et leurs versions instrumentales, mais n'est pas présenté comme un single "double face A", contrairement à la plupart des autres singles de la chanteuse. Le batteur sur ces deux chansons est Andy Selway du groupe KMFDM. Il contient en plus une version orchestrale de la chanson Fated du précédent single Glitter/Fated. Les deux chansons inédites ont servi de thèmes musicaux pour des campagnes publicitaires : la chanson-titre pour le produit Lumix FX33 de la marque Panasonic, et la chanson en "face B" Decision pour le site web music.jp. Elles figureront sur l'album Guilty qui sortira trois mois plus tard. La chanson-titre figurera aussi sur la compilation A Complete: All Singles de 2008, et sera également remixée sur les albums Ayu-mi-x 6 Gold de 2008 et  Ayu-mi-x 7 presents ayu-ro mix 4 de 2011, tandis que  la chanson Decision sera remixée sur l'album Ayu-mi-x 6 Silver.

## Liste des titres
Toutes les paroles sont écrites par Ayumi Hamasaki.
| 1. | Talkin' 2 Myself "original mix" (talkin' 2 myself...)                | Yuta Nakano / HAL                          | 4:53 |
| 2. | Decision "original mix" (decision...)                                | Yuta Nakano / Yuta Nakano                  | 4:21 |
| 3. | Fated "Orchestra version" (fated...)                                 | Shintaro Hagiwara, Akihisa Matsuura / CMJK | 5:56 |
| 4. | Talkin' 2 Myself "original mix" (Instrumental) (talkin' 2 myself...) | Yuta Nakano / HAL                          | 4:53 |
| 5. | Decision "original mix" (Instrumental) (decision...)                 | Yuta Nakano / Yuta Nakano                  | 4:19 |

| 1. | Talkin' 2 Myself (vidéo clip) |  |
| 2. | Decision (vidéo clip)         |  |

## Interprétations à la télévision
- Music Station (14 septembre 2007)
- Music Japan (21 septembre 2007)
- Music Fighter (21 septembre 2007)
- Hey! Hey! Hey! Music Champ (24 septembre 2007)
- CDTV (29 septembre 2007)
- Music Station (3 Jikan Special) (5 octobre 2007)